# Santo Tomas, Davao del Norte

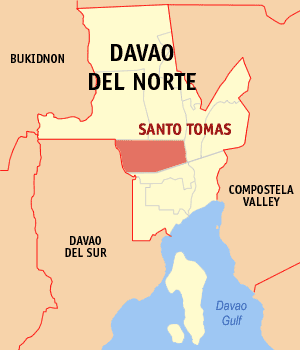
Bản đồ của Davao del Norte với vị trí của Santo Tomas

Santo Tomas là một đô thị hạng 1 ở tỉnh Davao del Norte, Philippines. Theo điều tra dân số năm 2000, đô thị này có dân số 84.367 người trong 16.810 hộ.

## Các đơn vị hành chính
Santo Tomas được chia thành 19 barangay.
| - Balagunan - Bobongon - Esperanza - Kimamon - Kinamayan - La Libertad - Lungaog - Magwawa - New Katipunan - Pantaron | - Tibal-og (Pob.) - San Jose - San Miguel - Talomo - Casig-Ang - New Visayas - Salvacion - San Vicente - Tulalian |